# Nationaal park Assagny
Het Nationaal park Assagny (ook Asagny of Azagny) is een beschermd natuurgebied in het zuiden van Ivoorkust bij Grand-Lahou. Het nationaal park werd opgericht in 1981 een heeft een oppervlakte van 194 km². Het park wordt in het westen begrensd door de rivier Bandama, in het zuiden door het kanaal van Assagny, in het zuidoosten door de Lagune van Ébrié en in het noorden door de kustweg. Het nationaal park strekt zich uit over de departementen Grand Lahou en Jacqueville.
In 1996 werd het park uitgeroepen tot een Ramsar Wetland. Het gaat voornamelijk om moerasgebied, dat in het noordelijk deel meer bebost is en in het zuidelijk deel meer open. In het park leeft een van de weinige groepen olifanten in Ivoorkust. Ook leven er bosbuffels en chimpansees.